# Alexandr Legkov
Alexandr Gennaďjevič Legkov (Александр Геннадьевич Легков; * 7. května 1983, Krasnoarmejsk) je bývalý ruský reprezentant v běhu na lyžích. Během závodní kariéry byl poměrně univerzálním lyžařem - prosazoval se v závodech klasickou i volnou technikou. Žije v Chanty-Mansijsku a závodil za místní klub Dinamo.
V prosinci 2016 mu podle oznámení šéfky ruského běžeckého lyžování Jeleny Vjalbeové a reprezentačního trenéra Olega Perevozčikova pozastavila FIS činnost a nemohl se tak zúčastnit Tour de Ski 2016/17. V listopadu 2017 byl Legkov kvůli dopingu zbaven možnosti startovat na ZOH v Pchjongčchangu a výsledky dosažené na olympiádě v Soči byly anulovány. Po úspěšném odvolání k Mezinárodní sportovní arbitráži byly začátkem roku 2018 jeho výsledky ze ZOH 2014 potvrzeny. V dubnu 2018 oznámil ukončení aktivní sportovní kariéry.

## Největší úspěchy
- olympijský vítěz 2014
- 2. místo ve štafetě z MS 2007 a 3. místo ve štafetě z MS 2013
- celkově vyhrál v kariéře 9 závodů SP
- vítěz Tour de Ski 2012/13, 2. místo v Tour de Ski 2006/07
- celkové 2. místo ve Světovém poháru v běhu na lyžích 2006/07, 2012/13, 2013/14